# Équipe de Guinée équatoriale de football à la Coupe d'Afrique des nations 2021
L’équipe de Guinée équatoriale de football participe à la Coupe d'Afrique des nations 2021 organisée au Cameroun du 9 janvier au 6 février 2022. Il s'agit de la 3e participation du Nzalang national, emmené par Juan Micha. Elle est  éliminée en quart de finale par le Sénégal (1-3).

## Qualifications
La Guinée équatoriale est placée dans le groupe J des qualifications qui se déroulent de novembre 2019 à mars 2021. Ces éliminatoires sont perturbés par l'épidémie de covid-19. Elle se qualifie à la cinquième journée en prenant la deuxième place du groupe.
| Rang | Équipe             | Pts | J | G | N | P | Bp | Bc | Diff |  | Résultats (▼ dom., ► ext.) |     |     |     |     |
| ---- | ------------------ | --- | - | - | - | - | -- | -- | ---- |  | -------------------------- | --- | --- | --- | --- |
| 1    | Tunisie            | 16  | 6 | 5 | 1 | 0 | 14 | 5  | +9   |  | Tunisie                    |     | 2-1 | 1-0 | 4-1 |
| 2    | Guinée équatoriale | 9   | 6 | 3 | 0 | 3 | 7  | 7  | 0    |  | Guinée équatoriale         | 0-1 |     | 1-0 | 1-0 |
| 3    | Tanzanie           | 7   | 6 | 2 | 1 | 3 | 5  | 6  | -1   |  | Tanzanie                   | 1-1 | 2-1 |     | 1-0 |
| 4    | Libye              | 3   | 6 | 1 | 0 | 5 | 7  | 15 | -8   |  | Libye                      | 2-5 | 2-3 | 2-1 |     |

| 1re journée                  | Tanzanie                   | 2 - 1 | Guinée équatoriale |                                                                            |                                                                            |
| 15 novembre 2019 19h00 UTC+3 | Msuva 69e · Abubakar 90+2e | (0-1) | 15e Obiang         | Benjamin Mkapa National Stadium, Dar es Salam Arbitrage : Imtehaz Heeralal | Benjamin Mkapa National Stadium, Dar es Salam Arbitrage : Imtehaz Heeralal |

| 2e journée                   | Guinée équatoriale | 0 - 1   | Tunisie    |                                                     |                                                     |
| 19 novembre 2019 20h00 UTC+1 |                    | (0 - 0) | 74e Khazri | Nuevo Estadio, Malabo Arbitrage : Mohamed Athoumani | Nuevo Estadio, Malabo Arbitrage : Mohamed Athoumani |

| 3e journée             | Libye                                | 2 - 3   | Guinée équatoriale                 |                        |                        |
| 11 novembre 2020 20h00 | Al Warfali 55e (pen.) · Bettamer 58e | (0 - 1) | 33e Pepin · 91e Obiang · 94e Obama | Stade olympique, Radès | Stade olympique, Radès |

| 4e journée       | Guinée équatoriale | 1 - 0   | Libye |  |  |
| 15 novembre 2020 | Salvador 27e       | (1 - 0) |       |  |  |

| 5e journée   | Guinée équatoriale | 1 - 0   | Tanzanie |                                                             |                                                             |
| 22 mars 2021 | Nsue 90e           | (0 - 0) |          | Nouveau Stade de Malabo, Malabo Arbitrage : Bernard Camille | Nouveau Stade de Malabo, Malabo Arbitrage : Bernard Camille |

| 6e journée   | Tunisie                   | 2 - 1   | Guinée équatoriale |                                                                |                                                                |
| 29 mars 2021 | Jaziri 4e Akapo 52e (csc) | (1 - 0) | 88e (csc) Chaouat  | Stade olympique de Radès, Radès Arbitrage : Jean-Jacques Ndala | Stade olympique de Radès, Radès Arbitrage : Jean-Jacques Ndala |

### Statistiques

#### Buteurs
| Buts | Joueurs                                          |
| ---- | ------------------------------------------------ |
| 2    | Pedro Obiang                                     |
| 1    | Salomón Obama, Pepin, Ibán Salvador, Emilio Nsue |
| csc  | Firas Chaouat                                    |

## Compétition

### Tirage au sort
Le tirage au sort de la CAN 2021 est effectué le 17 août 2021 à Yaoundé. La Guinée équatoriale, 114e nation au classement FIFA, est placée dans le chapeau 4. Le tirage la place dans le groupe E, avec l'Algérie (chapeau 1, 29e au classement Fifa), la Côte d'Ivoire (chapeau 2, 56e) et la Sierra Leone, (chapeau 3, 108e).

### Effectif
Juan Micha annonce la liste des 28 joueurs retenus le 27 décembre.

### Premier tour
La Guinée équatoriale dispute son premier match face à la Côte d'Ivoire. Combative mais impuissante, elle s'incline sur un but de Gradel en début de match (0-1). 
Lors de la deuxième journée, les équato-guinéens créent la surprise en battant l'Algérie (1-0). Ils remportent également leur dernier match face à la Sierra Leone (1-0), ce qui leur permet de terminer à la deuxième place du groupe et de se qualifier pour les huitièmes de finale .
| Rang | Équipe             | Pts | J | G | N | P | Bp | Bc | Diff |  | Résultats (▼ dom., ► ext.) |  |     |     |     |
| ---- | ------------------ | --- | - | - | - | - | -- | -- | ---- |  | -------------------------- |  | --- | --- | --- |
| 1    | Côte d'Ivoire      | 7   | 3 | 2 | 1 | 0 | 6  | 3  | +3   |  | Côte d'Ivoire              |  | 1-0 | 2-2 | 3-1 |
| 2    | Guinée équatoriale | 6   | 3 | 2 | 0 | 1 | 2  | 1  | +1   |  | Guinée équatoriale         |  |     | 1-0 | 1-0 |
| 3    | Sierra Leone       | 2   | 3 | 0 | 2 | 1 | 2  | 3  | -1   |  | Sierra Leone               |  |     |     | 0-0 |
| 4    | Algérie            | 1   | 3 | 0 | 1 | 2 | 1  | 4  | -3   |  | Algérie                    |  |     |     |     |

     Équipe qualifiée ou victorieuse; Pts = points; J = joués; G = gagnés; N = nuls; P = perdus;
Bp = buts pour; Bc = buts contre; Diff = différence de buts
| Match 12                  | Guinée équatoriale | 0 - 1   | Côte d'Ivoire | Stade de Japoma, Douala                                     |                                                             |
| 12 janvier 2022 20h00 WAT |                    | (0 - 1) | 5e Gradel     | Arbitrage : Redouane Jiyed Arbitre vidéo : Bouchra Karboubi | Arbitrage : Redouane Jiyed Arbitre vidéo : Bouchra Karboubi |
| 12 janvier 2022 20h00 WAT | Nlavo 67e          | Rapport | 31e Sangaré   | Arbitrage : Redouane Jiyed Arbitre vidéo : Bouchra Karboubi | Arbitrage : Redouane Jiyed Arbitre vidéo : Bouchra Karboubi |

| Match 24                  | Algérie                                  | 0 - 1   | Guinée équatoriale                               | Stade de Japoma, Douala                                     |                                                             |
| 16 janvier 2022 20h00 WAT |                                          | (0 - 0) | 70e Obiang                                       | Arbitrage : Mario Escobar Arbitre vidéo : Fernando Guerrero | Arbitrage : Mario Escobar Arbitre vidéo : Fernando Guerrero |
| 16 janvier 2022 20h00 WAT | Bounedjah 4e · Bensebaini 8e · Mandi 45e | Rapport | 9e Ndong · 43e Bikoro · 45e Siafá · 90+4e Obiang | Arbitrage : Mario Escobar Arbitre vidéo : Fernando Guerrero | Arbitrage : Mario Escobar Arbitre vidéo : Fernando Guerrero |

| Match 34                  | Sierra Leone                                                            | 0 - 1   | Guinée équatoriale                   | Stade de Limbé, Limbé                                                  |                                                                        |
| 20 janvier 2022 17h00 WAT |                                                                         | (0 - 1) | 38e Ganet                            | Arbitrage : Mohamed Maarouf Eid Mansour Arbitre vidéo : Mahmoud Ashour | Arbitrage : Mohamed Maarouf Eid Mansour Arbitre vidéo : Mahmoud Ashour |
| 20 janvier 2022 17h00 WAT | Mu. Kamara 23e · Wright 71e · Caulker 71e · Quee 77e, 90e · Turay 90+6e | Rapport | 61e Akapo · 64e Machín · 76e Miranda | Arbitrage : Mohamed Maarouf Eid Mansour Arbitre vidéo : Mahmoud Ashour | Arbitrage : Mohamed Maarouf Eid Mansour Arbitre vidéo : Mahmoud Ashour |

### Phase à élimination directe
La Guinée équatoriale affronte le Mali, 1er du groupe F, en huitième de finale. Après un match plutôt dominé par les Maliens mais sans but, les équato-guinéens s'imposent aux tirs au but (6-5).
| Match 44                  | Mali                                                                             | 0 - 0                 | Guinée équatoriale                                              | Stade de Limbé, Limbé                                  |                                                        |
| 26 janvier 2022 20h00 WAT |                                                                                  | (0 - 0, 0 - 0, 0 - 0) |                                                                 | Arbitrage : Bakary Gassama Arbitre vidéo : Adil Zourak | Arbitrage : Bakary Gassama Arbitre vidéo : Adil Zourak |
| 26 janvier 2022 20h00 WAT | Doumbia 78e                                                                      | Rapport               | 23e Ibán Salvador · 32e Josete · 43e Ganet · 74e Bikoro ·       | Arbitrage : Bakary Gassama Arbitre vidéo : Adil Zourak | Arbitrage : Bakary Gassama Arbitre vidéo : Adil Zourak |
| 26 janvier 2022 20h00 WAT | A. N. Traoré · Djenepo · M. Haïdara · H. Traoré · Touré · Dieng · Camara · Sacko | Tirs au but 5 - 6     | Nsue · Belima · Akapo · Buyla · Ganet · Coco · Salvador · Eneme | Arbitrage : Bakary Gassama Arbitre vidéo : Adil Zourak | Arbitrage : Bakary Gassama Arbitre vidéo : Adil Zourak |

| Match 48                  | Sénégal                               | 3 - 1   | Guinée équatoriale | Stade Ahmadou-Ahidjo, Yaoundé                                   |                                                                 |
| 30 janvier 2022 20h00 WAT | Diédhiou 28e · Kouyaté 68e · Sarr 79e | (1 - 0) | 57e Buyla          | Arbitrage : Victor Gomes Arbitre vidéo : Mahmoud Mohamed Ashour | Arbitrage : Victor Gomes Arbitre vidéo : Mahmoud Mohamed Ashour |
| 30 janvier 2022 20h00 WAT | Ciss 9e · P. Gueye 18e                | Rapport | 36e Machín         | Arbitrage : Victor Gomes Arbitre vidéo : Mahmoud Mohamed Ashour | Arbitrage : Victor Gomes Arbitre vidéo : Mahmoud Mohamed Ashour |

### Statistiques

#### Buteurs
| Buts | Joueurs        | Adversaires      |
| ---- | -------------- | ---------------- |
| 1    | Jannick Buyla  | Sénégal (1)      |
| 1    | Pablo Ganet    | Sierra Leone (1) |
| 1    | Esteban Obiang | Algérie (1)      |